# Avia BH-3
Avia BH-3 – czechosłowacki samolot myśliwski z okresu międzywojennego, pierwszy budowany seryjnie samolot w wytwórni Avia.

## Historia
Samolot został opracowany przez P. Beneša i M. Hajna, założycieli wytwórni lotniczej Avia w Pradze, na podstawie samolotu sportowego tych samych konstruktorów Avia BH-2. Nowa konstrukcja została jednak przeznaczona dla wojska i otrzymała oznaczenie BH-3. Był to samolot myśliwski o nietypowej dla tego okresu konstrukcji, gdyż był to jednopłatowiec, gdy większość samolotów wojskowych tego okresu to były samoloty dwupłatowe.
Prototyp tego samolotu został oblatany 16 grudnia 1921 roku, a następnie w kwietniu 1922 roku został oficjalnie przedstawiony władzom wojskowym. W dniu 6 czerwca 1922 roku, w czasie oficjalnego odbioru samolotu przez komisję wojskową doszło do katastrofy, pilot w czasie wykonywania akrobacji na małej wysokości zawadził skrzydłem o ziemię. W wyniku zdarzenia samolot został rozbity, a jego pilot Bohumil Munzar zmarł w wyniku odniesionych obrażeń.
Pomimo tego zdarzenia komisja zatwierdziła dopuszczenie dla lotnictwa wojskowego, uznając, że katastrofa powstała w wyniku błędu pilota, a nie w wyniku błędu konstrukcyjnego. Zamówiono wtedy serię 10 samolotów tego typu, które otrzymały oznaczenie wojskowe B-3. Samoloty te zostały zbudowane w 1922 roku, były to pierwsze samoloty produkowane seryjnie w wytwórni Avia w Pradze.
Po wyprodukowaniu serii samolotów BH-3, ostatecznie zakończono pracę nad tym samolotem, lecz stał się podstawą do konstrukcji i budowy kolejnych typów samolotów tej wytwórni.
Korzystając z konstrukcji tego samolotu, w 1922 roku zbudowano prototyp oznaczony jako Avia BH-4, który różnił się jedynie zastosowaniem silnika Škoda HS.8Ba o mocy 220 KM. Spowodowało to zmianę kształtu przodu samolotu, zwiększyła się także nieznacznie prędkość maksymalna i zasięg samolotu. Oficjalnie była to nowa konstrukcja, choć powinna być traktowana jako wersja samolotu BH-3. Ostatecznie zbudowano tylko prototyp.

## Użycie w lotnictwie
Samoloty Avia BH-3 w 1922 roku zostały wprowadzone na uzbrojenie lotnictwa czechosłowackiego. Otrzymał je 1 pułk lotniczy, 32. eskadry myśliwskiej bazującej na lotnisku Praga-Kbely. 2 samoloty tego typu otrzymała także szkoła lotnicza w Chebie. W 1924 roku samoloty zostały wycofane ze służby czynnej w 1. pułku lotniczym i przekazane do szkoły lotniczej w Chebie. Doszło tam do kilku wypadków lotniczych, toteż już w 1927 roku ostatecznie wycofano z użycia i zezłomowano.

## Opis techniczny
Samolot Avia BH-3 był dolnopłatem o konstrukcji drewnianej. Kabina jednoosobowa odkryta. Silnik rzędowy, chłodzony cieczą, 6-cylindrowy umieszczony z przodu. Uzbrojenie w postaci dwóch zsynchronizowanych karabinów maszynowych umieszczono w kadłubie nad silnikiem, strzelały przez śmigło.